# Sabur al-Amirí

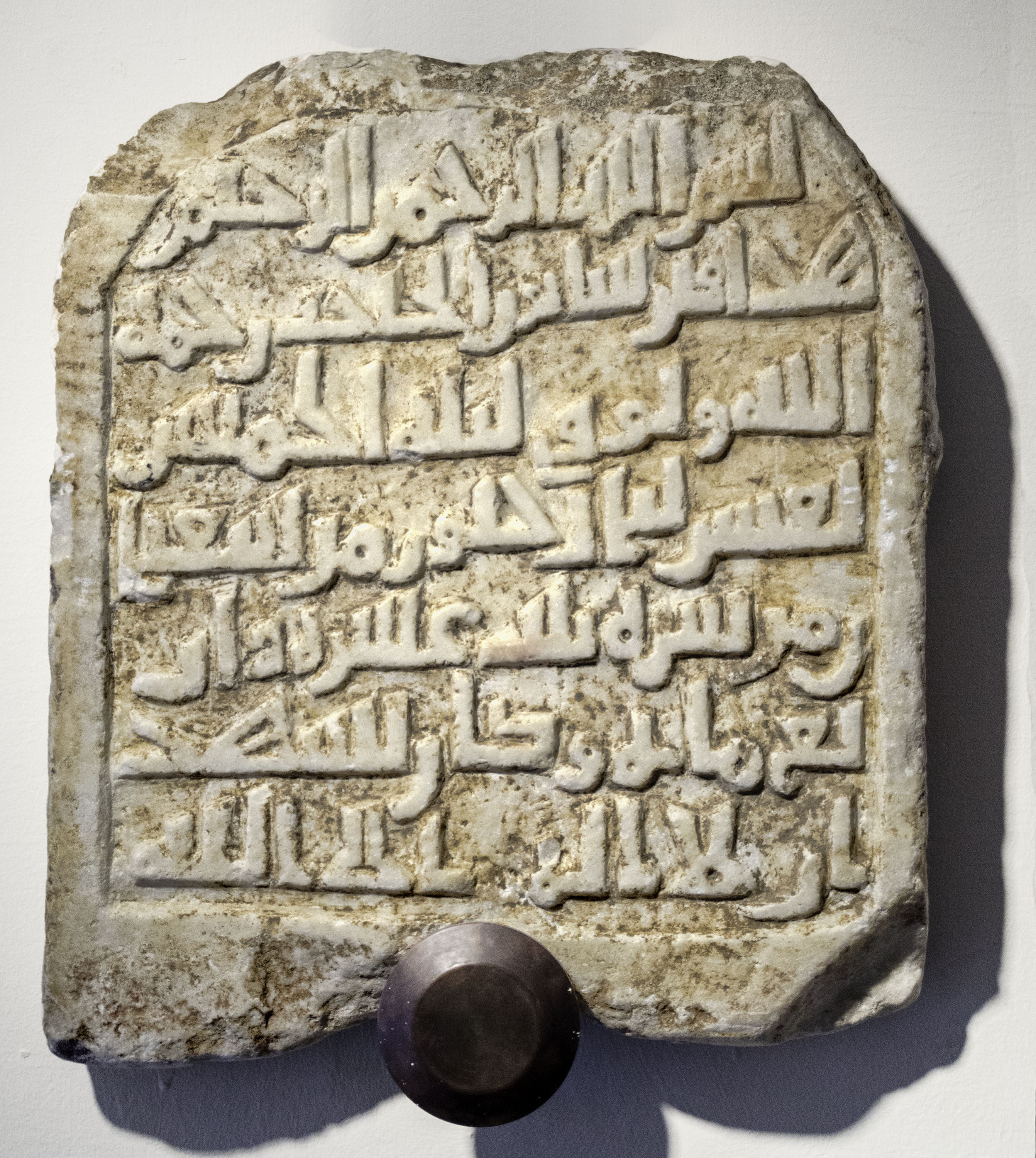
Lápida de Sabur I

Abu Muhammad Abdallah ben Muhammad el-Sapurl al-Saqlabi, (Persia, 950, Badajoz, 8 de abril de 1022) más conocido como Sabur o Sapor, fue el primer rey del Reino Taifa de Badajoz.

## Primeros años
Sabur, prisionero de origen eslavo, fue un liberto, que como otros de su clase ocupó puestos de responsabilidad durante el Califato Omeya. Durante su juventud fue paje de Faiq, un influyente oficial del califa Al-Hakam II, y acabó siendo camarero del propio califa, y gobernador de Badajoz y su comarca.
Cuando cae el califa en el año 976, acude a Córdoba para prestar juramento a su sucesor Hisham II y pasa a formar parte del partido amirí liderado por Almanzor.
Cuando Almanzor accede al poder, Sabur incrementa su poder sobre la marca fronteriza del Algarve y las fortalezas orientales al oeste de Badajoz, a donde traslada la capital desde Mérida. Sus dotes militares, su valor y el importante papel estratégico de su territorio como base de aprovisionamiento en las razzias de Almanzor contra los cristianos, hacen que su poder y prestigio vayan creciendo.

## Emirato independiente
Tras la muerte de Almanzor en 1002, se inicia un proceso convulso en el califato omeya que finaliza con su descomposición en pequeños reinos, a medida que los gobernadores se van independizando.  Se ignora la fecha exacta en que el reino de Badajoz se declara independiente, pero cuando se inicia la revolución cordobesa que pone fin a la dictadura Amirí con el asesinato de Abderramán Sanchuelo, el 3 de marzo de 1009 en Armillat y la deposición del califa Hisham II, comienza una lucha por el poder entre bereberes y árabes en la que, según Matías R. Martínez, Sapur toma el partido bereber, como consecuencia del mayor número de éstos en su territorio, pero con la idea de constituirse en reino independiente.
Es así cuando finalmente vencen los bereberes y Sulaiman al-Mustain se proclama como nuevo califa en 1013. Sabur, con el apoyo de Abdallah Ibn Muhammad y Ibn Al-Aftas se rebela contra el poder central titulándose hayib y mantiene el control de prácticamente todo  el territorio de la antigua provincia romana de Lusitania, que acaba constituyendo la taifa de Badajoz, que es una de los primeras en independizarse.
Según el historiador Ibn al-Jatib las dotes de gobierno de Sabur no están a la altura de su competencia militar y confía las tareas de gobierno a Ibn Al-Aftas durante todo su reinado y hasta el día de su muerte.

## Muerte y sucesión
Sabur fallece el 8 de abril de 1022. Tenía dos hijos, Abd al-Malik y Abd al-Aziz  que eran menores de edad , por lo que Ibn Al-Aftas ocupa la regencia y mantiene el poder, de forma que los herederos se ven obligados a huir a Lisboa, donde crean la taifa de Lisboa y organizan una resistencia. Entonces Ibn Al-Aftas se proclama rey con el título de Al-Mansur, iniciando la Dinastía Aftasí y manda un ejército contra Lisboa que es derrotado.
Sin embargo Abd al-Aziz muere poco después y Abd al-Malik desagrada tanto a los lisboetas que mandan una embajada secreta a Badajoz para acordar la entrega de la ciudad, obligándole a huir y refugiarse en Córdoba, donde residió hasta su muerte. 
| Predecesor: – | Rey de Badajoz 1013-1022 | Sucesor: Ibn Al-Aftas |

## Realacionado
- Historia de Badajoz
- Califato de Córdoba
- Taifa